# 사당종합체육관 공사장 붕괴 사고
사당종합체육관 공사장 붕괴 사고는 동작구 사당종합체육관 신축 공사장(현충 근린공원 내)에서 지하 1층 거푸집 공사 중 건물이 붕괴한 사고이다.

## 개요[2]
- 일시 : 2015년 2월 11일(수) 16:52 ~ 20:15 (203분)
- 장소 : 동작구 사당종합체육관 (현충 근린공원 내)  * 사당동 산 21-9
- 경위 : 신축 공사장 지하 1층 거푸집 공사 중 붕괴 사고 발생
- 공사명 : 사당종합체육관 신축공사
  - 공사기간 : 2013년 6월 24일 ~ 2015년 6월 23일 (730일)
  - 구조 : 지상 2층 / 지하 1층 (철근콘크리트조 ‧포스트 텐션 구조)
  - 대지 15,020m2 / 건축면적 3,202m2/ 연면적 7,102m2
  - 발주자 동작구청, 시공자 : ㈜아트건설, 선라이즈 종합건축, 감리자 단건축
  - 사업비 : 234억원

## 구조 활동[2]
- 붕괴 사고 초기 구조대(7개대, 50여명) 집중 투입, 인명 구조
  - 대형 유압 구조장비 동원, 철골 구조물 해체 작업
  - 중앙119구조단 인명구조견 동원, 매몰자 탐색
- 서울특별시 긴급구조통제단 가동 및 현장지휘소 운영
- 재난 현장 소관 부서별 집단 대응 체계 가동(기획조정실, 도시안전본부, 도시기반시설본부, 대변인실 등)
- 사고 발생 후 88분내 11명 전원 생존 구조 완료

## 논란
기존에 해당 건축물에 대하여 수차례 안전 문제에 관한 지적이 나왔던 것으로 알려져 설계 및 감독 부실 논란이 있었다.